# Connie Sawyer
Connie Sawyer, właśc. Rosie Cohen (ur. 27 listopada 1912 w Pueblo w stanie Kolorado, zm. 21 stycznia 2018 w Los Angeles) – amerykańska aktorka filmowa i telewizyjna.

## Życiorys
Urodziła się w rodzinie żydowskich imigrantów z Rumunii. Dzieciństwo i młodość spędziła w Oakland w stanie Kalifornia. Karierę zaczynała od występów stand-upowych w klubach nocnych. Pod koniec lat 40. zaczęła występy w telewizji. W kolejnych latach pojawiała się m.in. w programach rozrywkowych Jackiego Gleasona czy Andy’ego Griffitha. W 1959 zadebiutowała na dużym ekranie rolą w filmie Franka Capry Dziura w głowie, gdzie gwiazdą był Frank Sinatra. Od tego czasu pojawiła się w ok. 40 filmach, kreując zazwyczaj role epizodyczne i drugoplanowe. Nieprzerwanie występowała także gościnnie w popularnych serialach telewizyjnych.
W listopadzie 2012 obchodziła 100. urodziny. W kolejnych latach nadal pojawiała się na ekranie, co czyniło ją najprawdopodobniej najstarszą aktywną zawodowo aktorką na świecie.

## Filmografia
Role filmowe:
- Dziura w głowie (1959) jako panna Wexler
- Ada (1961) jako Alice Sweet
- Zachodni szlak (1967) jako pani McBee
- Prawdziwe męstwo (1969) jako rozmowna kobieta przy powieszeniu
- Człowiek w szklanej kabinie (1975) jako pani Levi
- O mój Boże! (1977) jako pani Green
- Nieczyste zagranie (1978) jako krzycząca kobieta
- ...i sprawiedliwość dla wszystkich (1979) jako Gitel
- Szybka przerwa (1979) jako matka
- Lot 90: Katastrofa na Potomak (1984) jako Josie Keefer
- Czy pamiętasz miłość? (1985) jako Joan
- Daleko od domu (1989) jako Viney Hunt
- Kiedy Harry poznał Sally (1989)
- Fajerwerki próżności (1990) jako członkini rodziny Ruskinów
- Koniec niewinności (1990) jako babcia
- Płeć przeciwna... i jak z nią żyć (1992; znany także pt. Nie ma jak seks) jako kelnerka z piekła
- Fatalna miłość (1992) jako starsza kobieta
- Głupi i głupszy (1994) jako starsza kobieta
- Co z oczu, to z serca (1998) jako staruszka w windzie
- The Trip (2002) jako Barbara Baxter
- Szkoła stewardes (2003) jako babcia Stewart
- Lepiej późno niż później (2003) jako kobieta na rynku
- Obcy krewni (2006) jako stara kobieta
- Przed ołtarzem (2007) jako ciotka Minnie
- Boski chillout (2008) jako Faye Belogus
- Charlie chory z miłości (2014) jako babcia Bebe

Gościnne występy w serialach TV:
- Bonanza (1959–73) jako pani Lewis (1969)
- Doktor Kildare (1961–66) jako Gladys (1962)
- Ścigany (1963–67) jako  pani Ball (1966)
- Hawaii Five-O (1968–80) jako Sylvia Heller (1974) oraz jako dr Whitewood (1979)
- Kojak (1973–78) jako pani domu (1974) oraz jako Mary Benson (1977)
- Ulice San Francisco (1972-77) jako pani Rubens (1976)
- Starsky i Hutch (1975–79) jako pielęgniarka (1977)
- Dynastia (1981–89) jako menadżer apartamentu (1982)
- Webster (1983–89)
- Posterunek przy Hill Street (1981–87) jako Tessie (1986)
- Napisała: Morderstwo (1984–96) jako Ethel (1986)
- Matlock (1986–95) jako pani Kowalski (1987)
- Gliniarz i prokurator (1987–92) jako Helen (1991)
- Murphy Brown (1988–98) jako kobieta w windzie (1994)
- Życie jak sen (1990–96) jako ciotka Ruth (1992)
- Świat według Dave’a (1993–97) jako pani Bondurant (1996)
- Pan Złota Rączka (1991–99) jako stara kobieta (1995)
- Kroniki Seinfelda (1989–98) jako stara kobieta (1997)
- Chłopiec poznaje świat (1993–2000) jako Foofie (1998)
- Sliders (1995–2000) jako Winifred (1998)
- Sekrety Weroniki (1997–2000) jako Margaret (1998)
- Lekarze z Los Angeles (1998–99) jako pani Connor (1998)
- Detektyw na tropie (2000) jako stara kobieta
- Jak pan może, panie doktorze? (1998–2004) jako pani Yudelson (w 3 odcinkach z 1999)
- Ostry dyżur (1994–2009) jako Kathy Brennan (1999) oraz jako stara kobieta (2006)
- Will & Grace (1998–2006) jako stara kobieta (2000)
- Różowe lata siedemdziesiąte (1998–2006) jako ciotka Pearl (2000)
- Przyjaciółki (2000–08) jako Martha (2003)
- 8 prostych zasad (2002–05) jako matka Louise (2003)
- CSI: Kryminalne zagadki Las Vegas (2000–15) jako stara kobieta (2008)
- Najgorszy tydzień (2008–09) jako babcia Ruth (2008)
- Biuro (2005–13) jako babcia (2009)
- Jak poznałem waszą matkę (2005–14) jako stara kobieta (2007)
- Siostra Hawthorne (2009–11) jako matka Fleminga (2009)
- Do białego rana (2011–12) jako klientka (2011)
- Agenci NCIS: Los Angeles (od 2009) jako Ida (2013)
- Jess i chłopaki (od 2011) jako najstarsza kobieta na świecie (2012)
- Dwie spłukane dziewczyny (od 2011) jako stara kobieta (2012)
- Ray Donovan (od 2013) jako pani Sullivan (w 2 odcinkach z 2013 i 2014)